# Chociw Łaski
Chociw Łaski – jedna ze stacji kolejowych na magistrali węglowej w Kolonii Zawadach (powiat łaski). Od 15 grudnia 2024 z zatrzymują się tu dwie pary pociągów Łódzkiej Kolei Aglomaracyjnej relacji Łódź Fabryczna – Częstochowa.